# Hésioné
Hésioné (latinsky Hesione) je v řecké mytologii jméno několika mytologických postav
1. Ókeanovna, dcera Titána Okeana a jeho manželky Téthys, bohyně vnějšího moře, žena Prométheova
2. Žena Naupliova a matka Palamédova
3. dcera předposledního trójského krále Láomedonta a manželka salamínského krále Telamóna.
Její otec byl proradný muž. Slíbil odměnu bohu Apollónovi a bohu moří Poseidónovi za to, že mu pomohli z Diova příkazu postavit trójské hradby. Když bylo hotovo, odměnu jim upřel a zle jim vyhrožoval, aby se odměny nedomáhali. Bohové seslali na město trest: Poseidón mořskou obludu, která požírala lidi, Apollón pak zemi potrestal morem. Město se mohlo vykoupit jedině tím, že mořské obludě král obětuje svou dceru Hesioné.
Láomedón dal dceru přikovat ke skále nad mořem. V té době však přišel do města hrdina Héraklés, právě se vracející od Amazonek, kde plnil devátý úkol ve službě mykénskému králi Eurystheovi. Byl ochoten zachránit královskou dceru,po jejím otci však za to žádal vzácné koně, dar královu dědovi Tróovi od samotného nejvyššího boha Dia. Láomedón to bez rozmýšlení slíbil.
Héraklés se hned vypravil do boje s obludou. Počkal si za skálou na pobřeží a když se vynořila, probodl ji mečem. Podle jiných verzí se však vypráví, že Trójané postavili Héraklovi zeď, za kterou bude chráněn před obludou až se bude vynořovat z moře. Když pak obluda dorazila ke zdi, prý otevřela hrozivé čelisti a Héraklés v plné zbroji jí skočil do hrdla. Zůstal v jejím břiše tři dny, ale vyšel jako vítěz, i když ho to prý stálo poslední vlas na hlavě.
Když byla obluda zabita a královská dcera volná, král Láomedón svůj slib opět nesplnil a dokonce ho s výhrůžkami vyhnal z města. Nebo se říká, že mu sice Hésionu i koně dal, ale nechal si je v úschově po dobu, kdy Héraklés bude s Argonauty na výpravě za zlatým rounem. Také se říkalo, že Láomedón nahradil Diovy koně obyčejnými smrtelnými. Ať u to bylo jakkoliv, Héraklés ztratil trpělivost, rozzlobil se a začal shromažďovat bojovníky. Mezi nimi byl Ioláos, Telamón, Péleus, Oiklés a Déimachos z Bojótie. Vypravili šest nebo dokonce osmnáct lodí a připluli k Tróji. Héraklés hned vedl své vojáky do útoku, západní branou vnikli do města a zpustošili je. Král byl zabit. Hérakles princeznu Hésionu dal za manželku svému příteli Telamónovi, který si ji odvedl do svého království na ostrově Salamína. Později s ním měla syna Teukra, který se zúčastnil války o Tróju.
Hésioné vykoupila ze zajetí svého bratra Podarka, dala za něj zlatý závoj ze své hlavy. On poté přijal jméno Priamos, to znamená „vykoupený“. Později se stal posledním králem hrdého města Trója. Vládl tam až do doby, kdy Tróju po dlouhé válce dobyli Achájové a srovnali ji se zemí.